# Свято в Патриджі
«Свято в Патриджі»  (The Partridge Festival) — одна із семи новел Фланнері О'Коннор, що не ввійшли до жодної збірки. Вперше надрукваний у католицькому журналі «The Critic», XIX, лютий-березень 1961, стр. 20-23, 82-85.

## Сюжет
Події відбуваються в містечку Патридж в переддень свята азалій і після страшної трагедії, що трапилась недавно, коли чоловік на ім'я Сінґлтон після того, як його посадили у вигадану «в'язницю» (вуличну убиральню) за те що він не захотів купувати значок свята азалій згодом застресив п'ятьох чиновників і випадково одного відвідувача в міському муніципалітеті. В місто до своїх тіток — Бессі і Метті приїздить чоловік на ім'я Келхун, який хоче стати письменником, але поки ще не написав жодної книги. Він дізнався про Сінґлтона із місцевої газети і щиро співчуває йому. Келхуну в Патриджі зовсім не подобається, бо він розуміє що це свято всього лиш бізнес. Він ні від кого не приховує, що йому шкода вбивцю; він розцінює його вчинок, як помсту за образу. Тітки Келхуна знайомлять його з дівчиною на ім'я Мері Елізабет, яку він маленькою дівчинкою колись водив у кіно, і яка теж мріє стати письменницею. Келхун і Мері Елізабет насторожено сприймають одне одного, але потім виявляється вони однієї думки про Сінґлтона. Мері Елізабет дає йому визначення, як «тип Христа». Вони обоє вирішують поїхати до нього у психіатричну лікарню і провідати його, поспілкуватись з ним. Вони їдуть в «Державну лікарню Квінсі». Мері Елізабет привезла Сінґлтону коробку цукерок, блок сигарет і три книжки: «Так казав Заратустра», «Бунт мас» і том віршів Хаусмана. Коли санітари приводять Сінґлтона той веде себе не адекватно і грубо, попри те що Келхун і Мері Елізабет прийшли підтримати його. Він чіпляється до Мері Елізабет і навіть виривається з рук санітарів і кидається до неї. Мері Елізабет і Келхун утікають з лікарні.

## Оцінка твору
В цій новелі Фланнері О'Коннор, як практично і у всіх своїх творах створює глибокі і вичерпні образи, проте її персонажі не здатні до реального життя. Вони живуть в «своєму» світі — світі ілюзій. Їх погляди на життя помилкові, інфантильні, але тільки не для них. Головні персонажі твору створили собі образ «героя», образ «мученика», «тип Христа» — Сінґлтона хоч він таким і не був. Сінґлтон нібито козел відпущення, що «бере» всі гріхи міста на себе. Він виявився звичайним божевільним, небезпечним для суспільства злочинцем. В кінці новели персонажі відчули гіркоту розчарування, коли образ «мученика» був зруйнований самим вбивцею. Ніщо не може виправдати вбивство людини, а тим більше малопереконливе бажання помсти за нібито причинене зло.

## Джерело
http://www.labirint.ru/books/76912/#